# 메리엄작은귀땃쥐
메리엄작은귀땃쥐(Cryptotis merriami)는 땃쥐과에 속하는 포유류의 일종이다. 코스타리카와 엘살바도르, 과테말라, 온두라스, 멕시코, 니카라과에서 발견된다.